# أمجرباء (لحج)

تعديل مصدري - تعديل

امجرباء هي إحدى قرى عزلة الحوطة بمديرية تبن التابعة لمحافظة لحج، بلغ تعداد سكانها 4567 نسمة حسب تعداد اليمن لعام 2004.